# Nyogtha
Nyogtha (La cosa che non dovrebbe esistere) è una divinità immaginaria - dalla vaga apparenza di un'enorme ed informe massa scura - creata dallo scrittore Henry Kuttner per una serie di racconti ambientati nell'universo immaginario del Ciclo di Cthulhu creato da Howard Phillips Lovecraft. Nyogtha compare, per la prima volta, nel racconto breve The Salem Horror (L'orrore di Salem, 1937). 
Secondo la narrazione, il Necronomicon si riferisce a Nyogtha con l'epiteto di Abitatore delle tenebre (The Dweller in Darkness), che verrà riutilizzato - ma riferito questa volta a Nyarlathotep - da August Derleth, il principale scrittore di ispirazione lovecraftiana, per un racconto omonimo del 1944.
Ha ispirato la canzone dei Metallica The Thing That Should Not Be.